# Cerkiew św. Mikołaja w Sufczynie
Cerkiew św. Mikołaja w Sufczynie – nieistniejąca już filialna murowana cerkiew greckokatolicka. Znajdowała się w Sufczynie, w gminie Bircza, w powiecie przemyskim.

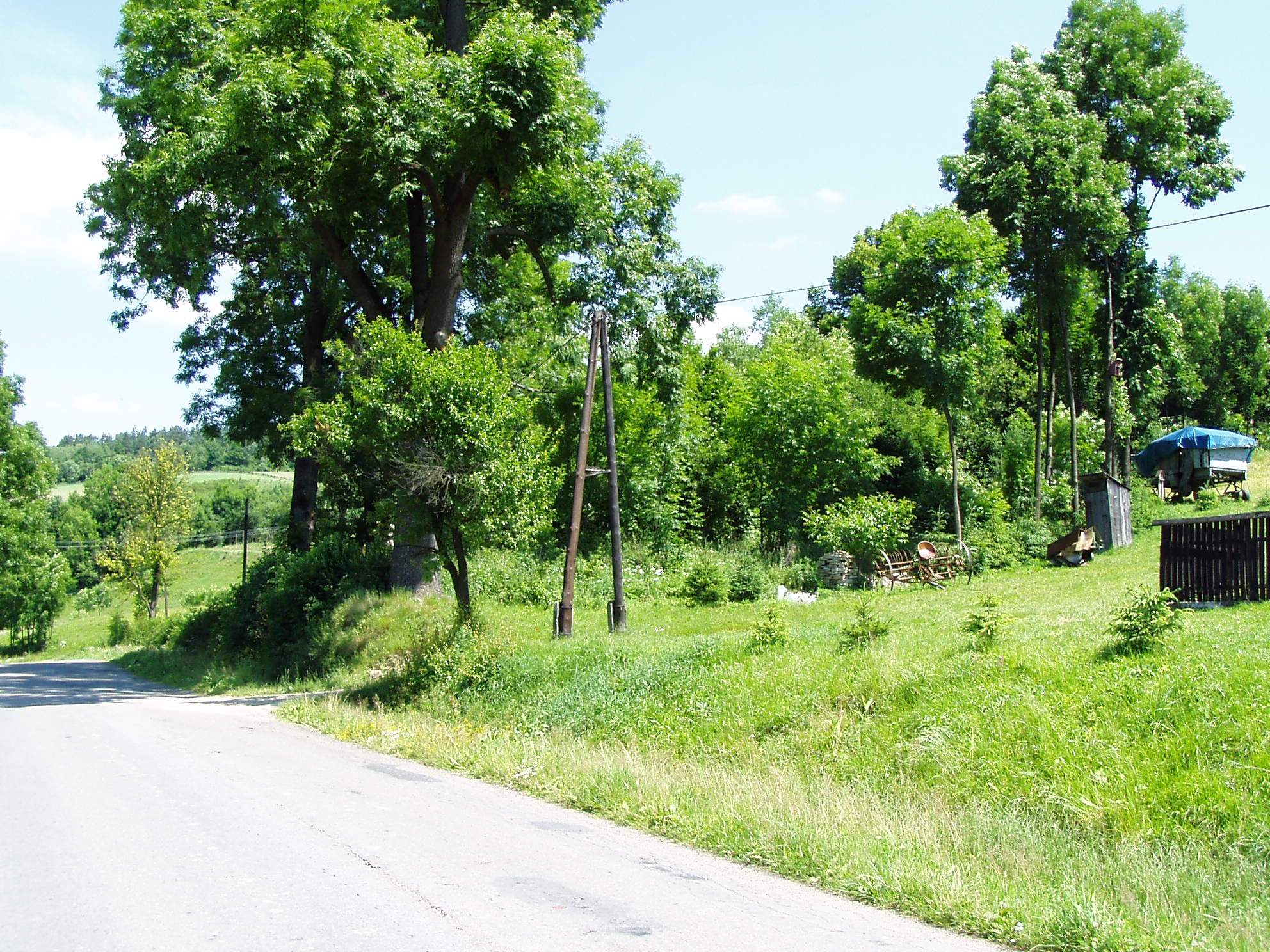
Zaniedbany cmentarz greckokatolicki i cerkwisko w Sufczynie

Cerkiew zbudowano w 1879, należała do parafii greckokatolickiej w Brzusce. Przed cerkwią stała murowana dzwonnica parawanowa. Po 1948 cerkiew zamieniono na magazyn, a w 1962 zburzono. Wokół cerkwiska znajduje się bardzo zaniedbany cmentarz greckokatolicki.
Przed zburzeniem zostały z cerkwi wywiezione wszystkie elementy dekoracji oraz obrazy i chorągwie, łącznie z naczyniami liturgicznymi. Pozostałe obrazy których nie zabrano (prawdopodobnie nie miały większej wartości) pozostały w cerkwi. Zostały one zabrane do kościoła w Sufczynie - dalszy ich los nieznany.